# Попов, Игорь Михайлович
Игорь Михайлович Попов — гвардии рядовой Вооружённых Сил Российской Федерации, участник антитеррористических операций в период Второй чеченской войны, погиб при исполнении служебных обязанностей во время боя 6-й роты 104-го гвардейского воздушно-десантного полка у высоты 776 в Шатойском районе Чечни.

## Биография
Игорь Михайлович Попов родился 4 января 1976 года в городе Фергане Узбекской Советской Социалистической Республики в семье строителей. Учился в средней школе № 12 родного города, однако по окончании восьми классов в 1989 году вместе с семьёй был вынужден уехать из Узбекистана в Новгородскую область. Там он окончил школу, освоил специальности тракториста-машиниста и слесаря-ремонтника в профессионально-техническом училище № 25 города Старая Русса. В 1994—1996 годах проходил службу в подразделениях специального назначения Внутренних войск Министерства внутренних дел Российской Федерации. Демобилизовавшись, вернулся на Новгородчину, где стал трудиться в колхозе «Дружный». После того, как хозяйство прекратило своё существование в 1999 году, Попов лишился работы. 25 января 2000 года он добровольно поступил на контрактную службу в Вооружённые Силы Российской Федерации. Стрелок-оператор Попов был направлен для прохождения службы в 6-ю роту 104-го гвардейского воздушно-десантного полка.
Вскоре после своего прибытия к месту новой службы, с началом Второй чеченской войны, в составе своего подразделения гвардии рядовой Игорь Попов был направлен в Чеченскую Республику. Принимал активное участие в боевых операциях. С конца февраля 2000 года его рота дислоцировалась в районе населённого пункта Улус-Керт Шатойского района Чечни, на высоте под кодовым обозначение 776, расположенной около Аргунского ущелья. 29 февраля — 1 марта 2000 года десантники приняли здесь бой против многократно превосходящих сил сепаратистов — против всего 90 военнослужащих федеральных войск, по разным оценкам, действовало от 700 до 2500 боевиков, прорывавшихся из окружения после битвы за райцентр — город Шатой. Вместе со всеми своими товарищами он отражал ожесточённые атаки боевиков Хаттаба и Шамиля Басаева, не дав им прорвать занимаемые ротой рубежи. В том бою гвардии рядовой Игорь Михайлович Попов был убит. Погибли также ещё 83 его сослуживца.
Похоронен на кладбище деревни Яблоново Старорусского района Новгородской области.
Указом Президента Российской Федерации гвардии рядовой Игорь Михайлович Попов посмертно был удостоен ордена Мужества.

## Память
- Бюст Попова установлен в городе Старая Русса Новгородской области[4].
- Мемориальная доска в память о Попове установлена на здании Новосельской школы Старорусского района, которую он оканчивал. Стенд, посвящённый ему, имеется в школьном музее Боевой Славы.
- Имя Попова увековечено на Мемориале участникам локальных вооружённых конфликтов в Великом Новгороде[2].